# San Carlos de Guaroa
San Carlos de Guaroa è un comune della Colombia facente parte del dipartimento di Meta.
Il centro abitato venne fondato da un gruppo di coloni nel 1954, mentre l'istituzione del comune è del 20 agosto 1961.